# Nadrensee
 (avril 2025).
Si vous disposez d'ouvrages ou d'articles de référence ou si vous connaissez des sites web de qualité traitant du thème abordé ici, merci de compléter l'article en donnant les références utiles à sa vérifiabilité et en les liant à la section « Notes et références ».
Nadrensee est une commune de l'arrondissement de Poméranie-Occidentale-Greifswald, Land de Mecklembourg-Poméranie-Occidentale.

## Géographie

Nadrensee au sein de l'arrondissement

La commune se situe au sud-est de ce land, à la frontière avec le land du Brandebourg et de la Pologne.
Elle se trouve entre trois lacs des plateaux de l'Oder et du Randow (de).
Elle regroupe les quartiers de Nadrensee, Pomellen et Neuenfeld.

## Histoire
La première mention écrite du village date de 1257. Son nom vient du bas allemand "na dreen Seen", les trois lacs. Certaines manses appartiennent à l'abbaye cistercienne de Damitzow (aujourd'hui Tantow). Ces terres sont ensuite revendues à un cloître de Szczecin qui en sera propriétaire jusqu'à la Réforme protestante.
La commune compte 437 habitants en 1925, 402 habitants en 1933 et 415 habitants en 1939.